# Albrecht
Albrecht ist ein deutscher männlicher Vorname. Der Name ist auch als Familienname verbreitet.

## Herkunft
Albrecht ist eine jüngere Form des Namens Adalbert (‚edel‘ + ‚berühmt‘), sprachgeschichtlich identisch mit Albert – tatsächlich werden bis in das 16. Jahrhundert die beiden Formen auswechselbar verwendet.

## Verbreitung
In Deutschland taucht der Name seit 2005 regelmäßig in den Hitlisten auf. Von 2010 bis 2023 wurde er etwa 290 Mal gewählt. In Österreich wird der Name Albrecht seit 1984 fast jedes Jahr bei der Namenswahl berücksichtigt. Der Name gilt als mäßig beliebt und wurde von 1984 bis 2023 insgesamt 36 Mal vergeben. Den Namen tragen in der Schweiz 230 Personen (Stand 2023). Albrecht ist in den Niederlanden seit 1930 fast jährlich in den Vornamenscharts anzutreffen. In den nordischen Ländern Dänemark, Norwegen und Schweden wird der Name dahingegen sehr selten vergeben.

## Varianten
- männlich: Abel, Albert, Brecht, Aberlin, Olbracht (polnisch), Albright (englisch)
- weiblich: Alberta, Albertine, Berta

## Namensträger

### Name (Adel)
Genealogien und Herrscherlisten:
- Liste der Herrscher namens Albrecht
- Albrecht von Habsburg
- Albrecht von Albrechtsburg

sowie:
- Albrecht I. von Berwangen, badisch-kurpfälzischer Höfling
- Albrecht II. (Murrhardt), katholischer Priester, Benediktiner und Abt des Klosters Murrhardt
- Albrecht II. (Hohenberg-Rotenburg) (1235–1298), Graf von Hohenberg, Schwager von König Rudolf I. von Habsburg
- Albrecht II. von Braunschweig-Lüneburg, Herrscher des Bistums von Halberstadt (1325–1358)
- Albrecht Heinrich von Braunschweig-Wolfenbüttel (1742–1761), Prinz von Braunschweig, preußischer Offizier
- Albrecht II. Alcibiades (1522–1557)
- Albrecht III. von Heßberg († 1382), Bischof von Würzburg
- Albrecht III. von Leisnig († 1312), Bischof von Meißen
- Albrecht III. (Mecklenburg), König von Schweden und von 1384 bis zu seinem Tod (regierender) Herzog zu Mecklenburg
- Albrecht Friedrich (Preußen) (1553–1618), Herzog von Preußen
- Albrecht Friedrich (Barby-Mühlingen) (1597–1641), Graf von Barby und Mühlingen
- Albrecht Friedrich von Brandenburg-Schwedt (1672–1731), kurbrandenburgisch-preußischer Generalleutnant und Herrenmeister des Johanniterordens
- Albrecht Friedrich Rudolf von Österreich-Teschen (1817–1895), Erzherzog von Österreich und Feldherr, siehe Albrecht von Österreich-Teschen
- Albrecht von Brandenburg, genannt auch Albrecht Achilles (1414–1486)
- Albrecht von Brandenburg-Ansbach
- Albrecht von Braunschweig-Wolfenbüttel (1725–1745), preußischer Generalmajor
- Albrecht von Březí, Elekt von Olmütz und Bischof von Leitomischl
- Albrecht der Jagiellone (*/† 1527), Prinz von Polen und Litauen
- Albrecht von Kolditz († 1448), Landeshauptmann der Herzogtümer Schweidnitz-Jauer und Breslau; Landvogt der Oberlausitz
- Albrecht von Löwenstein-Schenkenberg († 1304), Graf von Löwenstein und Gründer der Stadt Murrhardt
- Albrecht von Rapperswil, Minnesänger, Marschall, Schweizer Ministerialer
- Albrecht von Rosenberg († 1572), Reichsritter mit der Herrschaft Schüpf
- Albrecht von Sachsen
- Albrecht Joseph von Sachsen (1934–2012), deutscher Historiker aus dem Haus Wettin, siehe Albert von Sachsen (Historiker)
- Albrecht von Sachsen-Gotha-Altenburg (1648–1699)
- Albrecht von Sternberg (um 1333–1380), Bischof von Schwerin, Erzbischof von Magdeburg
- Albrecht von Voigts-Rhetz (1850–1915), deutscher Offizier, Jurist und Diplomat
- Albrecht von Wernigerode (1346–1419), römisch-katholischer Bischof

### Vorname
- Albrecht Altdorfer (um 1480–1538), deutscher Maler
- Albrecht Dürer (1471–1528), deutscher Maler, Grafiker, Mathematiker und Kunsttheoretiker
- Albrecht Dürer der Ältere (um 1427–1502), deutscher Goldschmied
- Albrecht Fleckenstein (1917–1992), deutscher Pharmakologie, Physiologie und Hochschullehrer
- Albrecht Hoffmann (* 1941), deutscher Bauingenieur, Fachhistoriker und Hochschullehrer
- Albrecht von Johansdorf (1180–1209), Minnesänger
- Albrecht von Kemenaten, deutscher Dichter und Erzähler
- Albrecht Kirchhoff (1827–1902), deutscher Buchhändler und Bibliothekar
- Albrecht Kronenberger (* 1940), deutscher römisch-katholischer Priester und Pädagoge
- Albrecht I. von Löwen (um 1165–1191/1192), Bischof von Lüttich
- Albrecht Mayer (* 1965), deutscher Oboist
- Albrecht Neubert (1930–2017), deutscher Übersetzungswissenschaftler, Hochschullehrer
- Albrecht Stauffer (1860–1909), deutscher Historiker und Hochschullehrer
- Albrecht vom Stein (um 1484–1522), Schweizer Söldnerführer
- Albrecht Daniel Thaer (1752–1828), Agrarwissenschaftler
- Albrecht Zummach (* 1957), deutscher Komponist und Gitarrist

### Familienname

#### A
- Achim Albrecht (* 1959), deutscher Rechtswissenschaftler, Gutachter und Autor
- Adolf Albrecht (1855–1930), deutscher Politiker (SPD, USPD)
- Alexander Albrecht (1885–1958), ungarischer Komponist
- Alfred Albrecht (Bauingenieur) (1895–1954), Schweizer Bauingenieur und Unternehmer
- Alfred Albrecht (Autor) (1895–1973), österreichisch-tschechischer Autor
- Alfred Debrunner-Albrecht (1857/1858–1921), Schweizer Gynäkologe
- Aline Albrecht (* 2001), Schweizer Snowboarderin
- Alois Albrecht (1936–2022), deutscher Geistlicher und Liedtexter
- Alwin Albrecht († nach 1958), deutscher Hochschulrektor
- Alwin-Broder Albrecht (1903–1945), deutscher Marineoffizier
- Andrea Albrecht (* 1971), deutsche Literaturwissenschaftlerin und Hochschullehrerin
- Andreas Albrecht (Ingenieur) (1586–1628), deutscher Ingenieur und Instrumentenbauer
- Andreas Albrecht (Journalist) (1909–1987), deutscher Journalist
- Andreas Albrecht (Chemiker) (1927–2002), US-amerikanischer Chemiker
- Andreas Albrecht (Mathematiker) (* 1950), deutscher Mathematiker und Hochschullehrer
- Andreas Albrecht (Schriftsteller) (* 1951), deutscher Schriftsteller
- Andreas Albrecht (Physiker) (* 1957), US-amerikanischer Physiker
- Andreas Albrecht (Musiker) (* 1968), deutscher Musiker
- Andreas C. Albrecht (Jurist) (* 1968), Schweizer Advokat und Notar
- Andreas Christoph Albrecht (1927–2002), US-amerikanischer Chemiker und Hochschullehrer; siehe Andreas Albrecht (Chemiker)
- Angèle Albrecht (1942–2000), deutsche Tänzerin
- Anna Albrecht (Moderatorin) (* 1995), deutsche Moderatorin und Journalistin
- Anna Elisabeth Albrecht (* 1966), deutsche Kunsthistorikerin
- Anna H. Albrecht (* 1982), deutsche Rechtswissenschaftlerin
- Anne Albrecht (* 1983), deutsche Neurologin
- Anne Reibstein-Albrecht (1890–1972), deutsche Malerin und Illustratorin
- Anneliese Albrecht (1921–2018), österreichische Journalistin und Politikerin (SPÖ)
- Anton Hermann Albrecht (Pseudonym Anton Hermann; 1835–1906), deutscher Theologe und Dichter
- Arnold Albrecht (* 1950), deutscher Ingenieur und Betriebsrat
- Artur Albrecht (1903–1952), deutscher SS-Hauptsturmführer
- Astrid Albrecht-Heide (* 1938), deutsche Soziologin
- August Albrecht (Polizist) (1813–1886), deutscher Polizist
- August Albrecht (Verleger) (1890–1982), deutscher Verleger und Politiker (SPD)
- August Albrecht (Politiker) (1907–1988), Schweizer Politiker (CVP)
- August Julius Schulz-Albrecht (1897–1952), deutscher Kunsthistoriker

#### B
- Babette Albrecht (* 1959), deutsche Milliardärswitwe und Miteigentümerin der Unternehmen Aldi Nord und Trader Joe’s
- Balthasar Augustin Albrecht (1687–1765), deutscher Maler
- Bartholomäus Albrecht (1543–1609/1610), deutscher Münzer und Erzkäufer
- Beate Albrecht (1921–2017), deutsche Musikerin und Musikpädagogin
- Benno Albrecht (* 1957), italienischer Architekt
- Bernd Albrecht (* 1940), deutscher Marathonläufer
- Bernhard Albrecht (Maler) (1758–1822), österreichischer Maler und Radierer
- Bernhard Albrecht (Journalist) (* 1966), deutscher Arzt und Journalist
- Bernhard Albrecht (Manager) (* 1970/1971), österreichischer Manager
- Berthold Albrecht (1954–2012), deutscher Manager
- Berty Albrecht (auch Berthie, Bertie; 1893–1943), französische Widerstandskämpferin
- Björn Albrecht (* 1980), deutscher Basketballfunktionär
- Bonaventura Albrecht (1529–1602), deutscher Dichter
- Brigitte Albrecht-Loretan (* 1970), Schweizer Skilangläuferin
- Bruno Albrecht (* 2001), deutscher Basketballspieler

#### C
- Cäcilie Albrecht (1927–2018), deutsche Unternehmerin
- Carl Albrecht (Pfarrer) (1746–1833), deutscher Pfarrer
- Carl Albrecht (1859–1929), deutscher Philologe, Theologe und Orientalist, siehe Karl Albrecht (Theologe)
- Carl Albrecht (Maler) (1862–1926), deutscher Maler
- Carl Albrecht (Kaufmann) (1875–1952), deutscher Baumwollkaufmann
- Carl Albrecht (Mediziner) (1902–1965), deutscher Arzt, Schriftsteller und Philosoph
- Carl Gottlieb Albrecht (1751–1819), deutscher Beamter
- Carl Theodor Albrecht (1843–1915), deutscher Geodät und Astronom
- Carlos Albrecht (* 1943), deutscher Tonmeister
- Charlotte Albrecht (Schauspielerin, 1864) (1864–nach 1891), österreichische Schauspielerin
- Charlotte Albrecht (Schauspielerin, 1981) (* 1981), deutsche Schauspielerin
- Christian Albrecht (Theologe) (* 1961), deutscher evangelischer Theologe
- Christian Albrecht (Politiker, 1982) (* 1982), deutscher Politiker (CDU), MdL
- Christian Albrecht (Politiker, 1989) (* 1989), deutscher Politiker (Die Linke), MdL
- Christoph Albrecht (Komponist) (1930–2016), deutscher Organist, Dirigent und Komponist
- Christoph Albrecht (Musikwissenschaftler) (* 1944), deutscher Theater- und Musikwissenschaftler
- Clara Albrecht (um 1873–1927), deutsche Schauspielerin
- Clemens Albrecht (* 1959), deutscher Soziologe
- Conrad Albrecht (1880–1969), deutscher Admiral

#### D
- Dagmar Albrecht (1933–2004), deutsche Journalistin, Sachbuch-Autorin und Heimatforscherin
- Daniel Albrecht (* 1983), Schweizer Skirennfahrer
- Daniel Ludwig Albrecht (1765–1835), deutscher Beamter
- Danny Albrecht (* 1985), deutscher Eishockeyspieler
- Dieter Albrecht (1927–1999), deutscher Historiker
- Degenhard Albrecht (1930–2006), deutscher Politiker (SED)
- Detlev Michael Albrecht (* 1949), deutscher Mediziner und Anästhesiologe
- Dietrich Albrecht (Fußballspieler) (* 1940), US-amerikanischer Fußballspieler
- Dietrich Albrecht (Künstler) (1944–2013), deutscher Künstler

#### E
- Eduard Albrecht (1823–1883), deutscher Zahnarzt
- Eduard Dubbers-Albrecht (* 1958), deutscher Unternehmer und Präses der Handelskammer Bremen
- Elisabeth Sailer-Albrecht (* 1939), Schweizer Politikerin (Die Mitte – Ehemals CVP)
- Elmar Albrecht (1915–1997), deutscher Maler und Bühnenbildner
- Emil Albrecht (Buchhändler) (1853–1932), deutscher Buchhändler
- Emil Albrecht (Gärtner) (1878–1956), Schweizer Gärtner
- Émile Albrecht (1897–1927), Schweizer Ruderer
- Ennio Albrecht (* 2000), deutscher Eishockeytorwart
- Erdmann Hannibal Albrecht (1762–1800), deutscher evangelische Theologe und Prediger
- Erhard Albrecht (1925–2009), deutscher Philosoph
- Erich Albrecht (1889–1942), deutscher Fußballspieler
- Erich Albrecht (Jurist) (1890–1949), deutscher Jurist und Diplomat
- Erich Albrecht (Pilot) (1892–1929), deutscher Flugpionier im Langstreckenflug
- Erich Albrecht (Verleger) (1902–nach 1967), deutscher Verleger
- Erich Albrecht (Germanist) (1907–1979), US-amerikanischer Germanist und Hochschullehrer
- Erich Albrecht (Produktionsleiter), deutscher Filmproduktionsleiter der DEFA
- Ernst Albrecht (Politiker, 1810) (1810–1898), deutscher Gastwirt und Politiker
- Ernst Albrecht (Industrieller) (1877–1960), deutscher Mineralölindustrieller
- Ernst Albrecht (Fußballspieler) (1907–1976), deutscher Fußballspieler
- Ernst Albrecht (Grafiker) (1910–1977), deutscher Grafiker
- Ernst Albrecht (Politiker, 24. Juli 1914) (1914–1977), deutscher Politiker (SPD)
- Ernst Albrecht (Politiker, 28. Juli 1914) (1914–1991), deutscher Politiker (CDU), MdB
- Ernst Albrecht (1930–2014), deutscher Politiker (CDU), Ministerpräsident von Niedersachsen
- Ernst Albrecht (Mathematiker) (* 1944), deutscher Mathematiker und Hochschullehrer
- Ernst H. Albrecht (1906–1982), deutscher Filmarchitekt
- Ernst Oscar Albrecht (1895–1953), deutscher Maler
- Erwin Albrecht (1900–1985), deutscher Jurist, Richter und Politiker (CDU)
- Erwin F. B. Albrecht (1897–1971), deutscher Satiriker und Humorist
- Eugen Albrecht (Mediziner) (1872–1908), deutscher Pathologe und Hochschullehrer
- Eugen Maria Albrecht (1842–1894), russischer Geiger, Dirigent und Musikpädagoge

#### F
- Felix Albrecht (Schriftsteller) (1900–1980), deutscher Schriftsteller und Illustrator
- Felix Albrecht (Theologe) (* 1981), deutscher evangelischer Theologe und Septuagintaforscher
- Filip Albrecht (* 1977), deutsch-tschechischer Textdichter, Produzent und Medienmanager
- Florian Albrecht-Schoeck (* 1980), deutscher Fotograf
- Frank Albrecht (* 1943), deutscher Einzelhändler und Verbandsfunktionär
- Fredi Albrecht (* 1947), deutscher Ringer
- Friedrich Albrecht (Theologe) (Friedrich Johann Hubert Albrecht; 1818–1890), deutscher Prediger, Schriftsteller und Redakteur
- Friedrich Albrecht (Politiker) (1871–1930), deutscher Jurist und Politiker (DNVP), MdL Mecklenburg-Strelitz
- Friedrich Albrecht (Architekt) (1922–2004), österreichischer Architekt
- Friedrich Albrecht (Literaturwissenschaftler) (1930–2020), deutscher Literaturwissenschaftler
- Friedrich Albrecht (Pädagoge) (* 1959), deutscher Heilpädagoge und Hochschullehrer
- Friedrich Wilhelm Albrecht (Schriftsteller) (1774–1840), deutscher Schriftsteller
- Friedrich Wilhelm Albrecht (Pfarrer) (1861–1943), deutscher Pfarrer und Politiker
- Fritz Albrecht (Fabrikant) (?–1937), deutscher Fabrikant
- Fritz Albrecht (Observator) (1896–1965), deutscher Observator
- Fritz Albrecht (General) (1905–1977), deutscher Offizier
- Fritz Albrecht (Schriftsteller) (Robert Ritter; 1911–nach 1978), österreichischer Historiker, Schriftsteller und Hochschullehrer
- Fritz Albrecht (Geologe) (1922–1989), deutscher Geologe und Unternehmer

#### G
- Gaby Albrecht (* 1956), deutsche Sängerin
- Georg Albrecht (Richter) (1815–1890), deutscher Richter
- Georg Albrecht (Historiker) (1881–1964), deutscher Historiker
- Georg von Albrecht (1891–1976), deutscher Pianist und Komponist
- Georg Albrecht (Eishockeyspieler) (* 1989), deutscher Eishockeyspieler
- Georg Eugen Albrecht (1855–1906), deutscher, protestantischer Pfarrer und Missionar
- George Alexander Albrecht (1935–2021), deutscher Dirigent
- George Alexander Albrecht (Kaufmann) (1834–1898), deutscher Kaufmann
- Gerd Albrecht (Dirigent) (1935–2014), deutscher Dirigent
- Gerd Albrecht (Prähistoriker) (* 1946), deutscher Prähistorischer Archäologe und Autor
- Gerhard Albrecht (Soziologe) (1889–1971), deutscher Soziologe und Ökonom
- Gerhard Albrecht (Herausgeber), deutscher Autor und Herausgeber, siehe Weyers Flottentaschenbuch
- Gerhard Friedrich Albrecht († 1782), deutscher Jurist und Genealoge
- Gert Albrecht (1941–2017), deutscher Bauingenieur und Hochschullehrer
- Gisela Albrecht (Künstlerin) (1921–1985), deutsche Kostüm- und Trickfilmzeichnerin
- Gisela Albrecht (* 1944), deutsche Dermatologin
- Gottfried Albrecht (Politiker) (1890–1969), österreichischer Politiker (SPÖ)
- Gottfried Albrecht (Diplomat) (1932–2012), deutscher Diplomat
- Gottlieb von Albrecht und Baumann (1671–1725), deutscher Mediziner
- Grant Albrecht (* 1981), kanadischer Rennrodler
- Gretchen Albrecht (* 1943), neuseeländische Malerin und Bildhauerin
- Grete Albrecht (1893–1987), deutsche Neurologin, Psychotherapeutin und Verbandsfunktionärin
- Günter Albrecht (Physiker) (1930–2015), deutscher Physiker und Hochschullehrer
- Günter Albrecht (Literaturwissenschaftler) (* 1930), deutscher Literaturwissenschaftler
- Günter Albrecht (Ingenieur) (* 1931), deutscher Ingenieur und Hochschullehrer
- Günter Albrecht (Journalist), deutscher Journalist
- Günter Albrecht (Soziologe) (* 1943), deutscher Soziologe und Hochschullehrer
- Günter Albrecht-Bühler (* 1942), deutscher Zellbiologe und Hochschullehrer an der Northwestern University Evanston
- Günther Albrecht (* 1947), österreichischer Unternehmer
- Gustav Albrecht (Politiker, 1828) (1828–1878), preußischer Landrat und Politiker
- Gustav Albrecht (Politiker, 1864) (1864–1963), deutscher Politiker und Landrat
- Gustav Albrecht (Bibliothekar) (1865–1912), deutscher Bibliothekar
- Gustav Albrecht (Verleger) (1890–1947), deutscher Verleger und Journalist
- Gustav Albrecht (Jurist) (1902–1980), deutscher Verwaltungsjurist und Kreishauptmann im besetzten Polen
- Gustav Emil Bürke-Albrecht (1848–1934), Schweizer Unternehmer

#### H
- Hannes Albrecht (* 1989), deutscher Eishockeyspieler
- Hans Albrecht (Redakteur) (1873–1944), deutscher Redakteur
- Hans Albrecht (Unternehmer) (1893–1979), deutscher Unternehmer und Politiker
- Hans Albrecht (Musikwissenschaftler) (1902–1961), deutscher Musikwissenschaftler
- Hans Albrecht (Politiker, 1909) (1909–1995), Schweizer Politiker (FDP)
- Hans Albrecht (Politiker, 1919) (1919–2008), deutscher Politiker (SED)
- Hans Albrecht (Politiker, 1923) (1923–2006), deutscher Politiker (FDP), MdL Baden-Württemberg
- Hans Albrecht (Ingenieurwissenschaftler) (* 1938), deutscher Ingenieurwissenschaftler, Abteilungsdirektor (Daimler-Benz AG) und Vorstand (Zentrum für Sonnenenergie- und Wasserstoffforschung)
- Hans-Christian Albrecht (1920–2007), deutscher Politiker (CDU)
- Hans-Holger Albrecht (* 1963), deutscher Manager
- Hans-Joachim Albrecht (1932–2022), deutscher Gärtner und Pflanzenzüchter
- Hans Joachim Albrecht (* 1938), deutscher Bildhauer
- Hans-Jörg Albrecht (* 1950), deutscher Rechtswissenschaftler und Kriminologe
- Hansjörg Albrecht (* 1972), deutscher Dirigent, Organist und Cembalist
- Hans-Jürgen Albrecht (* 1944), deutscher Fußballspieler
- Hartmut Albrecht (1925–2005), deutscher Agrarökonom, Kommunikationswissenschaftler und Hochschullehrer
- Heike Albrecht-Schröder (* 1991), deutsche Gehörlosensportlerin im Tennis
- Heinrich Albrecht (Politiker, 1856) (1856–1931), deutscher Sozialpolitiker und Wohnungsreformer
- Heinrich Albrecht (Mediziner) (1866–1922), österreichischer Bakteriologe und Pathologe
- Heinrich Albrecht (Politiker, 1918) (1918–1978), deutscher Politiker (SPD), MdL Bayern
- Heinrich Albrecht (Ingenieur) (* 1929), deutscher Ingenieur
- Heinrich Christoph Albrecht (1762–1800), deutscher Philologe
- Heinz Albrecht (* 1935), deutscher Politiker (SED), MdV
- Heinz-Eberhard Albrecht (1935–2022), deutscher Ingenieur
- Helga Albrecht (* 1955), deutsche Hebamme
- Helmut Albrecht (* 1952), österreichischer Psychotherapeut
- Helmut Albrecht (Mathematiker) (* 1957), deutscher Mathematiker und Hochschullehrer für Didaktik der Mathematik
- Helmut F. Albrecht (* 1933), deutscher Kabarettist
- Helmuth Albrecht (Politiker) (1885–1953), deutscher Politiker (DVP), MdR
- Helmuth Albrecht (Historiker) (* 1955), deutscher Historiker und Hochschullehrer
- Henning Albrecht (* 1973), deutscher Historiker und Autor
- Henrik Albrecht (* 1969), deutsche Hörspielkomponist
- Henry Albrecht (1857–1909), deutscher Maler, Zeichner und Illustrator
- Herbert Albrecht (Politiker) (1900–1945), deutscher Politiker (NSDAP)
- Herbert Albrecht (Manager) (1899–1992), Direktor der Kraftübertragungswerke Rheinfelden AG
- Herbert Albrecht (Ringer) (1925–1997), deutscher Ringer
- Herbert Albrecht (Bildhauer) (1927–2021), österreichischer Bildhauer
- Herbert Albrecht (Mediziner) (* 1939), deutscher Gynäkologe und Hochschullehrer
- Hermann Albrecht (Maler) (1871–??), deutscher Maler
- Hermann Albrecht (Politiker) (1914–1968), deutscher Politiker, Bürgermeister von Radolfzell
- Hermann Albrecht (Schachspieler) (1915–1982), deutscher Schachkomponist
- Hermann Albrecht (Schiedsrichter) (* 1961), deutscher Fußballschiedsrichter
- Hermann Ulrich Albrecht (1897–1995), deutscher Mediziner
- Hermine Albrecht (1856/1859–1929), österreich-ungarische Schauspielerin
- Horst Albrecht (1933–2012), deutscher Generalmajor
- Hugo Albrecht (1862–1920), österreichischer Politiker

#### I
- Ingo Albrecht (* 1959), deutscher Synchronsprecher, Schauspieler und Sänger
- Iris Albrecht (* 1967), deutsche Tischtennisspielerin und Schauspielerin

#### J
- Jacob Albrecht (Basketballspieler) (* 1995), deutscher Basketballspieler
- Jacob Albrecht (1759–1808), deutsch-US-amerikanischer Methodistenprediger, siehe Jakob Albrecht
- Jakob Albrecht (1825–1876), Schweizer Viehhändler und Politiker
- Ján Albrecht (1919–1996), slowakischer Organist und Komponist
- Jan Albrecht (Neurowissenschaftler), Neurowissenschaftler
- Jan Albrecht (Leichtathlet) (* 1981), deutscher Geher
- Jan Philipp Albrecht (* 1982), deutsch-französischer Politiker (Bündnis 90/Die Grünen)
- Jerzy Albrecht (1914–1992), polnischer Politiker, Mitglied des Sejm (PZPR), Finanzminister
- Joachim Albrecht (Künstler) (1913–1997), deutscher Künstler und Hochschullehrer
- Joachim Albrecht (General) (1933–2015), deutscher Generalmajor
- Joachim Albrecht (Politiker) (* 1950), deutscher Politiker (CDU)
- Jörg Albrecht (Journalist) (* 1954), deutscher Wissenschaftsjournalist
- Jörg Albrecht (Politiker) (* 1968), deutscher Politiker
- Jörg Albrecht (Autor) (* 1981), deutscher Autor
- Jörn Albrecht (* 1939), deutscher Sprachwissenschaftler
- Johann Albrecht (Drucker) († 1539), deutscher Buchdrucker in Straßburg
- Johann Albrecht (vor 1534–1603), deutscher Politiker, Bürgermeister von Heilbronn
- Johann Albrecht (Orgelbauer), deutscher Orgelbauer
- Johann Caspar Albrecht (1639–1711), deutscher Geistlicher
- Johann Christian Albrecht (1716–1800), deutscher Musikschriftsteller und protestantischer Pfarrer
- Johann Christoph Albrecht, deutscher Orgelbauer
- Johann Ferdinand Albrecht (?–1883), deutscher Buchhändler
- Johann Friedrich Ernst Albrecht (1752–1814), deutscher Arzt und Schriftsteller
- Johann Georg Albrecht (1694–1770), deutscher Pädagoge
- Johann Lorenz Albrecht (1732–1768), deutscher Musiker und Komponist
- Johann Ludwig Albrecht (1741–1814), preußischer Beamter
- Johann Peter Albrecht (1647–1724), deutscher Mediziner
- Johann Sebastian Albrecht (1695–1774), deutscher Arzt, Gymnasialprofessor und Naturforscher
- Johann Wilhelm Albrecht (1703–1736), deutscher Mediziner
- Johannes Albrecht (1907–1943), deutscher Ordensgeistlicher, Opfer des Nationalsozialismus
- José Albrecht (* 1941), argentinischer Fußballspieler, siehe Rafael Albrecht
- Josef Albrecht (Paläontologe) (1888–1974), österreichischer Lehrer und Paläontologe
- Josef Albrecht (Schauspieler) (1894–1966), deutscher Schauspieler und Sänger
- Joseph Ambros Michael von Albrecht (1807–1878), deutscher Rechtswissenschaftler und Politiker
- Joseph Christian Albrecht (1716–1800), deutscher Musikschriftsteller und Pfarrer, siehe Johann Christian Albrecht
- Julia Albrecht (Autorin) (* 1964), deutsche Autorin
- Julia Albrecht (Regisseurin) (* 1967), deutsche Regisseurin, Filmeditorin und Drehbuchautorin
- Julia Albrecht (Schauspielerin) (* 1996), deutsche Schauspielerin
- Julius Albrecht (General) (1827–1901), deutscher Generalmajor
- Julius Albrecht (Zahnmediziner) (1865–1918), deutscher Zahnmediziner
- Julius Albrecht (Mathematiker) (1926–2012), deutscher Mathematiker und Hochschullehrer
- Juerg Albrecht (* 1952), Schweizer Kunsthistoriker
- Jürgen Albrecht (1905–1962), deutscher Bauingenieur und Hochschullehrer
- Justinus Albrecht (1876–1956), deutscher römisch-katholischer Ordensbruder

#### K
- Kai Albrecht (* 1980), deutscher Schauspieler
- Karin Albrecht (* 1958), Schweizer Autorin und Beweglichkeitsausbilderin
- Karina Albrecht (* 1959), deutsche Schriftstellerin
- Karl Albrecht (Stenograf) (1823–1904), deutscher Lehrer und Stenograf
- Karl Albrecht (Musiker) (auch Carl Albrecht; 1841–nach 1881), deutscher Trompeter, Hornist und Instrumentalpädagoge
- Karl Albrecht (Dichter) (1845–1920), sudetendeutscher Dichter und Lehrer
- Karl Albrecht (Historiker) (1846–1902), deutscher Historiker
- Karl Albrecht (Theologe) (1859–1929), deutscher Philologe, Theologe und Orientalist
- Karl Albrecht (Entomologe), deutscher Ingenieur, Insektenkundler und Sammler
- Karl Albrecht (Politiker, 1889) (1889–nach 1955), deutscher Politiker (CVP), MdL Saarland
- Karl Albrecht (Pädagoge) (1891–1955), deutscher Erziehungswissenschaftler
- Karl Albrecht (Wirtschaftswissenschaftler) (1902–1976), deutscher Wirtschaftswissenschaftler
- Karl Albrecht (Politiker, 1904) (1904–1974), deutscher Politiker (SPD)
- Karl Albrecht (SS-Mitglied) (1911–nach 1947), deutsches SS-Mitglied und KZ-Blockwart
- Karl Albrecht (1920–2014), deutscher Handelsunternehmer
- Karl Albrecht (Jesuit) (1929–1999), deutscher römisch-katholischer Geistlicher, Jesuit, Missionar und Märtyrer
- Karl Albrecht jr. (* 1947), deutscher Unternehmer
- Karl Franz Georg Albrecht (1799–1873), deutscher Verwaltungsbeamter und Jurist
- Karl Franzewitsch Albrecht (1807–1863), deutsch-russischer Komponist
- Karl Friedrich Albrecht (1922–1998), deutscher Chirurg und Urologe
- Karl Friedrich Wilhelm Albrecht (1819–1904), deutscher Politiker
- Karl Gottlieb Albrecht (1770–1840), deutscher Oberamtmann und Stifter
- Karl Hans Albrecht (1919–1965), deutscher Politiker (SPD), MdL Baden-Württemberg
- Karl Iwanowitsch Albrecht (1897–1969), deutscher Kommunist, Nationalsozialist und Autor
- Karoline Albrecht (1802–1875), deutsche Schauspielerin
- Kaspar Albrecht (1889–1970), österreichischer Architekt und Bildhauer
- Kilian Albrecht (* 1973), österreichischer Skirennfahrer
- Kim Albrecht, deutscher Medienkünstler, Informationsdesigner und Wissenschaftler
- Konstantin Karlowitsch Albrecht (1836–1893), russischer Komponist
- Kurt Albrecht (Richter) (1885–1962), deutscher Richter am Volksgerichtshof
- Kurt Albrecht (Kapitänleutnant) (1887–1918), deutscher Kapitänleutnant und U-Boot-Kommandant
- Kurt Albrecht (Mediziner) (1894–1945), deutscher Psychiater, Neurologe und Hochschullehrer
- Kurt Albrecht (Musiker) (1895–1971), deutscher Komponist
- Kurt Albrecht (Reiter) (1920–2005), Leiter der Spanischen Hofreitschule in Wien
- Kurt Albrecht (Soldat) (1927–1945), deutscher Soldat und hingerichteter Deserteur
- Kurt Albrecht (Skilangläufer), deutscher Skilangläufer
- Kurt Albrecht (Produzent), US-amerikanischer Filmproduzent

#### L
- Lauritz Albrecht († 1605), deutscher Buchhändler, Buchdrucker und Verleger
- Leo Müller-Albrecht (1883–1967), Schweizer Agraringenieur und Verbandsfunktionär
- Liesel Albrecht-Fastenrath (1911–1996), deutsche Autorin
- Lisa Albrecht (1896–1958), deutsche Politikerin (SPD)
- Lucas Albrecht (* 1991), deutscher Fußballspieler
- Ludger Christian Albrecht (* 1967), deutscher Bibliothekar und Dichter
- Ludolf Albrecht (1884–1955), deutscher Bildhauer, Goldschmied
- Ludwig Albrecht (1861–1931), deutscher Theologe

#### M
- Maik Albrecht (* 1981), deutscher Kampfsportler
- Manfred Albrecht (* vor 1974), deutscher Physiker und Hochschullehrer
- Marc Albrecht (* 1964), deutscher Dirigent
- Marco Albrecht (* 1965), deutscher Schauspieler
- Margot Albrecht (* 1949), deutsche Politikerin (CDU)
- Maria Albrecht (1850–1923), deutsche Schriftstellerin
- Marie Albrecht (1866–nach 1935), tschechoslowakisch-österreichische Lehrerin, Zeichnerin und Malerin
- Marko Albrecht (* 1970), deutscher Musikproduzent und DJ, siehe Mark ’Oh
- Marlene Albrecht (* 1988), Schweizer Curlerin
- Marlis Albrecht (* 1956), deutsche Malerin
- Martin Albrecht (Unternehmer) (1876–1945), österreichischer Mineraliensammler und Firmengründer
- Martin Albrecht (1893–1952), deutscher Politiker (NSDAP)
- Matthias Albrecht (* 1970), deutscher Schriftsteller, Geburtsname von Benjamin Stein
- Matthias Albrecht (Politiker) (* 1973), deutscher Politiker (SPD)
- Matthias Albrecht (* 1974), deutscher Rapper, siehe Albino (Rapper)
- Matthias Albrecht (Biathlet) (* 1988), deutscher Biathlet
- Max Albrecht (1851–1925), deutscher Chemiker und Unternehmer
- Maximilian Albrecht (1887–1974), deutscher Dirigent, Komponist und Musikpädagoge
- Michael Albrecht (Tiermediziner) (1843–1917), deutscher Tiermediziner und Hochschullehrer
- Michael von Albrecht (* 1933), deutscher Klassischer Philologe
- Michael Albrecht (Philosoph) (1940–2021), deutscher Philosoph
- Michael Albrecht (Politiker) (* 1947), deutscher Politiker (CDU)
- Michael Albrecht (Kameramann) (* 1954), deutscher Kameramann
- Michèle Albrecht (* 1972), Schweizer Politikerin der Partei Die Mitte

#### N
- Nicola Albrecht (* 1975), deutsche Journalistin, Reporterin, Dokumentarfilmerin und Auslandskorrespondentin
- Nicolai Albrecht (* 1970), deutscher Filmregisseur und Drehbuchautor
- Nikolaus Albrecht (* 1968), deutscher Journalist
- Nils Albrecht (* 1966), deutscher Politiker (CDU), MdL Mecklenburg-Vorpommern

#### O
- Othmar Albrecht (1871–1947), deutscher Mediziner, Generalarzt und Hochschullehrer
- Otto Albrecht (Theologe) (1855–1939), deutscher Theologe
- Otto Albrecht (Politiker), deutscher Journalist, Gewerkschafter und Politiker (SPD), MdL Preußen
- Otto Albrecht (Maler, 1881) (1881–1943), deutscher Maler
- Otto Albrecht (Maler, 1895) (1895–??), deutscher Maler
- Otto Albrecht (Archivar), deutscher Archivar
- Otto Albrecht (Journalist, 1897) (1897–nach 1967), deutscher Journalist
- Otto Albrecht (Sänger), deutscher Sänger (Tenor)
- Otto Albrecht (Bürgermeister) (1902–1988), deutscher Politiker (NSDAP) und Bürgermeister
- Otto Albrecht (Leichtathlet), deutscher Geher
- Otto Edwin Albrecht (1899–1984), US-amerikanischer Musikwissenschaftler

#### P
- Paul Albrecht (Pädagoge) (1845–1923), deutscher Pädagoge
- Paul Albrecht (Mediziner) (1851–1894), deutscher Mediziner und Philologe
- Paul Albrecht (Generalmajor) (Paul Engelbert Joseph Albrecht; 1856–1940), deutscher Generalmajor
- Paul Albrecht (Schriftsteller) (1863–nach 1935), deutscher Schriftsteller
- Paul Albrecht (Politiker, I), deutscher Politiker (DNVP), Mitglied des Danziger Volkstages
- Paul Albrecht (Politiker, 1902) (1902–1985), deutscher Gewerkschafter und Politiker (KPD), MdR
- Paul Albrecht (Basketballspieler) (* 1993), deutscher Basketballspieler
- Paul Albrecht (Musiker) (* 1996), deutscher Schlagzeuger
- Peggy Albrecht (* 1974), deutsche Künstlerin
- Peter Albrecht (Historiker) (* 1937), deutscher Historiker
- Peter Albrecht (* 1953), deutscher Serienmörder, siehe Ripper von Magdeburg
- Peter Albrecht  (Mathematiker) (* 1956), deutscher Mathematiker und Ökonom
- Peter-Alexis Albrecht (* 1946), deutscher Jurist und Kriminologe}
- Petra Albrecht (* 1955), deutsche Juristin und Agrarökonomin, MdV
- Petra Albrecht (Moderatorin) (* 1957), deutsche Fernsehmoderatorin
- Philip Albrecht (* 1979), deutscher Fußballspieler
- Pierre Albrecht (Basketballspieler, 1926) (1926–1971), Schweizer Basketballspieler
- Pierre Albrecht (Basketballspieler, 1931) (1931–2019), Schweizer Basketballspieler
- Pierre Albrecht (Geowissenschaftler), französischer Geowissenschaftler

#### R
- Rafael Albrecht (1941–2021), argentinischer Fußballspieler
- Rainer Albrecht (Schachspieler) (* 1952), deutscher Schachspieler
- Rainer Albrecht (Politiker) (* 1958), deutscher Politiker (SPD)
- Ralf Albrecht (* 1964), deutscher evangelischer Pfarrer und Regionalbischof
- Ralph G. Albrecht (1896–1985), amerikanischer Jurist
- Regine Albrecht (1948–2013), deutsche Schauspielerin und Synchronsprecherin
- Richard Albrecht (Kreisdirektor) (1844–1908), deutscher Verwaltungsbeamter
- Richard Albrecht (Ingenieur) (1871–1945), deutscher Ingenieur
- Richard Albrecht (Fußballspieler) (1936–2021), deutscher Fußballspieler
- Richard Albrecht (* 1945), deutscher Sozialwissenschaftler
- Richard Albrecht (Schauspieler) (* 1950), britischer Schauspieler
- Richard Albrecht (Drehbuchautor) (* 1958), US-amerikanischer Drehbuchautor und Produzent
- Rolf Albrecht (* 1940), deutscher Kostümbildner und Ausstatter jugoslawischer Herkunft
- Rosemarie Albrecht (1915–2008), deutsche Medizinerin
- Rudolf Albrecht (Politiker, 1891) (1891–1953), deutscher Politiker (SPD), MdL Niedersachsen
- Rudolf Albrecht (Politiker, 1902) (1902–1971), deutscher Politiker (KPD, DBD, SED), MdV
- Rudolf Albrecht (Pfarrer) (1942–2015), deutscher evangelischer Pfarrer und Friedensaktivist
- Rudolf Albrecht (Astrophysiker) (* 1946), österreichischer Astrophysiker
- Ruth Albrecht (* 1954), deutsche evangelische Kirchenhistorikerin

#### S
- Samuel Albrecht (* 1981), brasilianischer Segler
- Sebastian Albrecht (* 1990), deutscher Eishockeytorwart
- Sev Albrecht (* 2005), Schweizer Handballspielerin
- Siegfried Albrecht (Politiker) (1819–1885), deutscher Politiker, MdHB
- Siegfried Albrecht (Künstler) (1915–2002), deutscher Künstler
- Siegfried Wilhelm Albrecht (1826–1896), deutscher Politiker (NLP), MdR
- Silvia Albrecht (* 1971), Schweizer Badmintonspielerin
- Sophie Albrecht (1757–1840), deutsche Schriftstellerin und Schauspielerin
- Stephan Albrecht (Biologe) (* 1949), deutscher Biologe und Agrarwissenschaftler
- Stephan Albrecht (Kunsthistoriker) (* 1963), deutscher Kunsthistoriker
- Susanne Albrecht (* 1951), deutsche Terroristin
- Susanne Albrecht (Künstlerin) (* 1960), deutsche Künstlerin
- Sylvia Albrecht-Heckendorf (* 1962), deutsche Eisschnellläuferin

#### T
- Theo Albrecht (Theodor Paul Albrecht; 1922–2010), deutscher Unternehmensgründer von Aldi Nord
- Theo Albrecht junior (* 1950), deutscher Unternehmer
- Theodor Albrecht (Maler), deutscher Maler
- Theodor Albrecht (Ingenieur, 1854) (1854–1891), deutscher Ingenieur und Bergwerksbesitzer
- Theodor Albrecht (Ingenieur, 1889) (1889–1934), deutscher Ingenieur und Bergwerksdirektor
- Theodore Albrecht (* 1945), US-amerikanischer Musikwissenschaftler
- Thomas Albrecht (* 1960), deutscher Architekt, siehe Hilmer & Sattler und Albrecht
- Thomas Albrecht (* 1965), Anglist, Literaturwissenschaftler und Hochschullehrer
- Thomas Albrecht-Schönzart (Thomas Albrecht-Schmitt; * 1971), US-amerikanischer Radiochemiker
- Thorben Albrecht (* 1970), deutscher Historiker und Staatssekretär
- Tim Albrecht (* 1992), deutscher Faustballer
- Tom Albrecht (* 1980), deutscher Sänger

#### U
- Udo Albrecht (* 1940), deutscher Rechtsextremist
- Ulrich Albrecht (1941–2016), deutscher Politikwissenschaftler
- Urs Albrecht (* 2006), deutscher Basketballspieler
- Ursula Albrecht, Geburtsname von Ursula von der Leyen (* 1958), deutsche Politikerin (CDU)
- Ute Albrecht, deutsche Filmeditorin und Regisseurin
- Uwe Albrecht (Kunsthistoriker) (* 1954), deutscher Kunsthistoriker und Hochschullehrer
- Uwe Albrecht (Politiker) (* 1957), deutscher Politiker (CDU)
- Uwe Albrecht (Autor) (* 1966), deutscher Arzt, Autor und Lehrer

#### V
- Vera Albrecht (* 1927), deutsche Übersetzerin
- Veronika Albrecht (auch Veronika Gross-Albrecht; um 1500–nach 1528), deutsche Täuferin
- Veronika Albrecht-Birkner (* 1963), deutsche evangelische Theologin und Hochschullehrerin
- Viktor Albrecht (1859–1930), deutscher General
- Volker Albrecht (* 1941), deutscher Geograph
- Vredeber Albrecht (* 1973), deutscher Musiker, Komponist und Musikproduzent

#### W
- Walter Albrecht (Politiker) (1892–1933), deutscher Politiker (USPD, KPD) und Gewerkschafter
- Walter Albrecht (Fotograf) (1910–1991), Schweizer Fotograf
- Walter Müller-Albrecht (1888–nach 1944), deutscher Wirtschaftsmanager
- Walther Albrecht (1881–1960), deutscher HNO-Arzt
- Werner Albrecht (Beamter) (1901–nach 1966), deutscher Ministerialbeamter und Ingenieur
- Werner Albrecht (Politiker, 1921) (1921–1993), deutscher Politiker (SED)
- Werner Albrecht (Fußballspieler) (* 1953), deutscher Fußballspieler
- Wilhelm Albrecht (Agrarwissenschaftler) (1785–1868), deutscher Agrarwissenschaftler und Landwirtschaftslehrer
- Wilhelm Albrecht (Gutsbesitzer) (1821–1896), deutscher Gutsbesitzer und Politiker (NLP)
- Wilhelm Albrecht (Landrat) (1875–1946), deutscher Verwaltungsjurist und Landrat
- Wilhelm Albrecht (Architekt, 1880) (1880–nach 1922), deutscher Architekt
- Wilhelm Albrecht (Jurist) (1880–1940), deutscher Jurist
- Wilhelm Albrecht (Ingenieur) (1902–1962), deutscher Ingenieur und Unternehmer
- Wilhelm Albrecht (Mediziner) (1905–1993), deutscher Arzt und Sanitätsoffizier
- Wilhelm Albrecht (Architekt, 1913) (1913–2007), deutscher Architekt und Baubeamter
- Wilhelm Eduard Albrecht (1800–1876), deutscher Rechtswissenschaftler
- Wilhelm Friedrich Ludwig Albrecht (1840–1895), deutscher Gastwirt und Politiker
- Willi Albrecht (1896–1969), deutscher Politiker (KPD, SED) und Gewerkschafter
- Willi Albrecht (Maler) (1915–2013), Schweizer Maler und Lithograph
- Wilma Ruth Albrecht (* 1947), deutsche Autorin
- Wolfgang Albrecht (Philosoph) (1920–1985), deutscher Philosoph und Hochschullehrer
- Wolfgang Albrecht (Geograph) (* 1934), deutscher Geograph
- Wolfgang Albrecht (Literaturwissenschaftler) (* 1952), deutscher Germanist und Literaturwissenschaftler

#### Y
- Yannick-Lennart Albrecht (* 1994), Schweizer Eishockeyspieler